# Nowa Otocznia
Nowa Otocznia (prononciation : [ˈnɔva ɔˈtɔt͡ʂɲa]) est un village polonais de la gmina de Wieczfnia Kościelna dans le powiat de Mława de la voïvodie de Mazovie dans le centre-est de la Pologne.
Il se situe à environ 5 kilomètres au nord-est de Wiśniewo (siège de la gmina), 3 kilomètres au sud-est de Mława (siège du powiat) et à 107 kilomètres au nord-ouest de Varsovie (capitale de la Pologne).

## Histoire
De 1975 à 1998, le village appartenait administrativement à la voïvodie de Ciechanów.